# Museo Histórico-Artístico de Novelda
El Museo Histórico-Artístico de Novelda se encuentra en la segunda planta de la Casa de la Cultura de la ciudad de Novelda, a unos 28 km de Alicante. Su fundación se remonta al 29 de enero de 1980, y sus fondos procedían de las colecciones de Juan Ribelles Amorós y Manuel Romero Iñesta.

## Historia
Tras su reconocimiento oficial por parte de la por la Dirección General de Bellas Artes, Archivos y Bibliotecas del Ministerio de Cultura el 10 de marzo de 1983, el museo arqueológico de Novelda fue trasladado del antiguo palacio de la Señoría (en la calle Jorge Juan, 1) a la Casa de la Cultura (en la calle Jaume II, 3). En ese momento, el museo contaba con un espacio expositivo de 97 m² que acogía las vitrinas de exposición, una oficina, un almacén y un pequeño fondo bibliográfico.
En 1989, el museo amplía su oferta cultural con una nueva Sección de Paleontología, cuyos fondos procedían de las excavaciones en el Castillo de la Mola y de aportaciones de particulares. En 2003, esta sección fue retirada. 
El 26 de abril de 1996 fue reconocido como museo permanente de la Comunidad Valenciana por la Consellería de Cultura, Educación y Ciencia.
En 2003, se inauguró el nuevo espacio expositivo, con almacenes, laboratorio, espacio para investigadores, sala para actividades didácticas, y una biblioteca con más de mil volúmenes y archivo fotográfico, además de la sala de exposición permanente.

## Colecciones
La colección del museo recorre la historia del valle de Novelda desde el Paleolítico Medio hasta la época moderna y contemporánea de los siglos XVII-XIX. Los primeros fondos, procedentes de las colecciones de Juan Ribelles Amorós y Manuel Romero Iñesta, son el ahora denominado "Fondo Antiguo".

### Piezas destacadas
Entre las piezas más destacadas, podemos encontrar colgantes de collar de caracolas marinas, del poblado de la Edad de Bronce de El Zambo; una jarra pintada con la cruz de Calatrava, realizada hace más de 500 años; un sello de panadero, utilizado por los romanos para marcar la masa del pan antes de cocerlo; o una campana de la antigua ermita de Santa María Magdalena, realizada en bronce en el siglo XVII.